# Liffré
Liffré település Franciaországban, Ille-et-Vilaine megyében. Lakosainak száma 8987 fő (2022. január 1.). Liffré Saint-Sulpice-la-Forêt, Betton, Acigné, La Bouëxière, Chasné-sur-Illet, Dourdain, Ercé-près-Liffré, Gosné, Livré-sur-Changeon, Saint-Aubin-du-Cormier és Thorigné-Fouillard községekkel határos.

## Népesség
A település népességének változása:
| Lakosok száma | 2817 | 4205 | 5659 | 6646 | 7164 | 7370 | 7609 | 7949 | 8129 | 8987 |
|               | 1968 | 1982 | 1990 | 2006 | 2013 | 2015 | 2017 | 2019 | 2020 | 2022 |